# House of 909
House Of 909 was een Britse deephouseact die bestond uit Nigel Casey, Trevor Loveys en Affie Yusuf. Ze waren in de late jaren negentig actief en brachten twee albums uit. 

## Geschiedenis
House Of 909 was aanvankelijk een project van Trevor Loveys. Hij startte het project met de single City To City. Daarna verschenen de ep's Deep Distraction (1997) en Moodswings (1997). Onder de naam House of 909 werd ook een label opgericht waarbij deephouse van meerdere producers uitkwam. Hier hoorden ook Affie Yusuf en Nigel Casey bij. In de zomer van 1997 werd de compilatie Soul Rebels uitgebracht, waarop werk van de drie heren onder verschillende namen aan elkaar werd gemixt door Nigel Casey. Het leverde ze een titel voor beste nieuwkomer op in het Britse Muzik magazine. In 1998 werd dit gevolgd door een echt album. Op The Children We Were was zangeres Bobbi Depasois, zangeres voor K-Klass, te gast. Van het album werd de single Beautiful Day uitgebracht. Het album werd uitstekend ontvangen. Na een paar jaar stilte werd in 2001 de single The Blandford Superfly uitgebracht. Daarna verdween House Of 909 in de ijskast en richtte het drietal zich op afzonderlijke nieuwe projecten. Zo brachten Yusuf n Loveys een album uit als Traffik en waren ze later betrokken bij de groep Machines Don't Care.
In 2010 meldden Yusuf en Casey dat er plannen waren om weer samen projecten op te pakken. Zo brengen ze dj-sets onder de naam House Of 909. 

## Discografie

### Albums
- Soul Rebels 1997
- The Children We Were 1998

### Singles
- City To City 1996
- Deep Distractions EP 1997
- Moodswings EP 1997
- Beautiful Day 1998
- The Blandford Superfly 2001